# インターナショナル・スーパーヒッツ!
『インターナショナル・スーパーヒッツ!』（International Superhits!）は、アメリカのロックバンド、グリーン・デイのコンピレーション・アルバム。シングル曲を中心に選曲され、アメリカで2001年10月13日に発売された後、日本では2001年11月7日に発売された。アメリカのビルボードチャートでは40位にランクした。本アルバム収録曲を中心にミュージック・ビデオを収録したDVD『インターナショナル・スーパーヒッツ・ビデオ!』も発売されている。

## 収録曲
作詞はビリー・ジョー・アームストロング。作曲はグリーン・デイ。ただし、"J.A.R (Jason Andrew Relva)"の作詞は、マイク・ダーントクレジット。
1. マリア - "Maria" - 2:47
2. ポップロックス & コーク - "Poprocks & Coke"
3. ロングヴュー - "Longview" – 3:59
4. ウェルカム・トゥ・パラダイス - "Welcome to Paradise" – 3:44
5. バスケット・ケース - "Basket Case" – 3:03
6. ホェン・アイ・カム・アラウンド - "When I Come Around" – 2:58
7. SHE - "She" – 2:14
8. J.A.R. (Jason Andrew Relva) - "J.A.R. (Jason Andrew Relva) - 2:51
9. ギークはパンク・ロッカー - "Geek Stink Breath" - 2:15
10. ブレイン・シチュー - "Brain Stew" - 3:13
11. ジェイディッド - "Jaded" - 1:30
12. ウォーキング・コントラディクション - "Walking Contradiction" - 2:31
13. スタック・ウィズ・ミー - "Stuck with Me" - 2:16
14. ヒッチン・ア・ライド - "Hitchin' a Ride" - 2:49
15. グッド・リダンス (タイム・オブ・ユア・ライフ) - "Good Riddance (Time of Your Life)" - 2:34
16. リダンダント - "Redundant" - 3:17
17. ナイス・ガイズ・フィニッシュ・ラスト - "Nice Guys Finish Last" - 2:49
18. マイノリティ - "Minority" - 2:49
19. ウォーニング - "Warning" - 3:24
20. ウェイティング - "Waiting" - 3:13
21. メイシーズ・デイ・パレード - "Macy's Day Parade" - 3:34

## クレジット
- ビリー・ジョー・アームストロング - ボーカル、ギター
- マイク・ダーント - ベースギター、コーラス
- トレ・クール - ドラム